# Funk
Funk je glasbena zvrst, ki so jo izumili temnopolti američani od druge polovice šestdesetih let dalje. Značilni so sinkopiran ritem bobnov, poudarjena bas kitara in kitara, pomaknjena v zvočno ozadje. Sestavni del te glasbe so pihala in trobila.Tipičen predstavnik je James Brown, pa tudi skupina Funkadelic. V sedemdesetih letih se je pojavilo ogromno izvajalcev, tovrstna glasba pa se je uveljavila tudi kot filmska glasba sedemdesetih let - predvsem v akcijskih filmih. Obstaja tudi precej mjuziklov s funk glasbo - npr. hair iz 1979. Ko je v drugi polovici sedemdesetih let nastala disco glasba, je celotna struktura te glasbe temeljila na elementih funka. Še danes je nerazdružljivo povezan z najrazličnejšimi modernimi plesnimi ritmi. Skupina Chic pa je naredila pionirski funky-disko hit Le Freak (1978).